# Kościół św. Józefa we Włostowie
Kościół pw. św. Józefa we Włostowie – katolicki kościół filialny (parafia św. Jana Chrzciciela w Bogdańcu) znajdujący się we Włostowie (gmina Bogdaniec), przy granicy z wsią Krzyszczynka. Stanowi pamiątkę osadnictwa na błotach nadwarciańskich.

## Historia
Obecny kościół filialny parafii rzymskokatolickiej w Bogdańcu, zbudowany w latach 1800-1801, jako protestancki dla kolonistów fryderycjańskich osuszających błota nadwarciańskie. Była to budowla jednonawowa o konstrukcji ryglowej, na planie prostokąta o wymiarach 21 × 11 m i nakryta dachem naczółkowym. W 1935 rozebrano kruchtę przy wejściu głównym i zmieniono fasadę zastępując zachodnią ścianę ryglową murem ceglanym.

### Po II wojnie światowej
W latach 1971–1978 (lub 1974–1975) kościół całkowicie przebudowano, m.in. wymieniono pozostałe ściany ryglowe na ceglane, otynkowano wnętrze i wykonano podłogę w technice lastriko. We wnętrzu zachowała się pierwotna empora organowa. Przy kościele znajduje się stalowa dzwonnica (dzwon z 1912), w miejscu rozebranej drewnianej z XIX wieku. Poświęcony jako świątynia rzymskokatolicka 10 lipca 1948 i ponownie 2 kwietnia 1978 przez biskupa Wilhelma Plutę.

## Otoczenie
Kościół otacza czynny cmentarz, jak również pozostałości dawnego cmentarza ewangelickiego. Na krzyżu misyjnym widnieją daty 2002 i 2005.

## Galeria

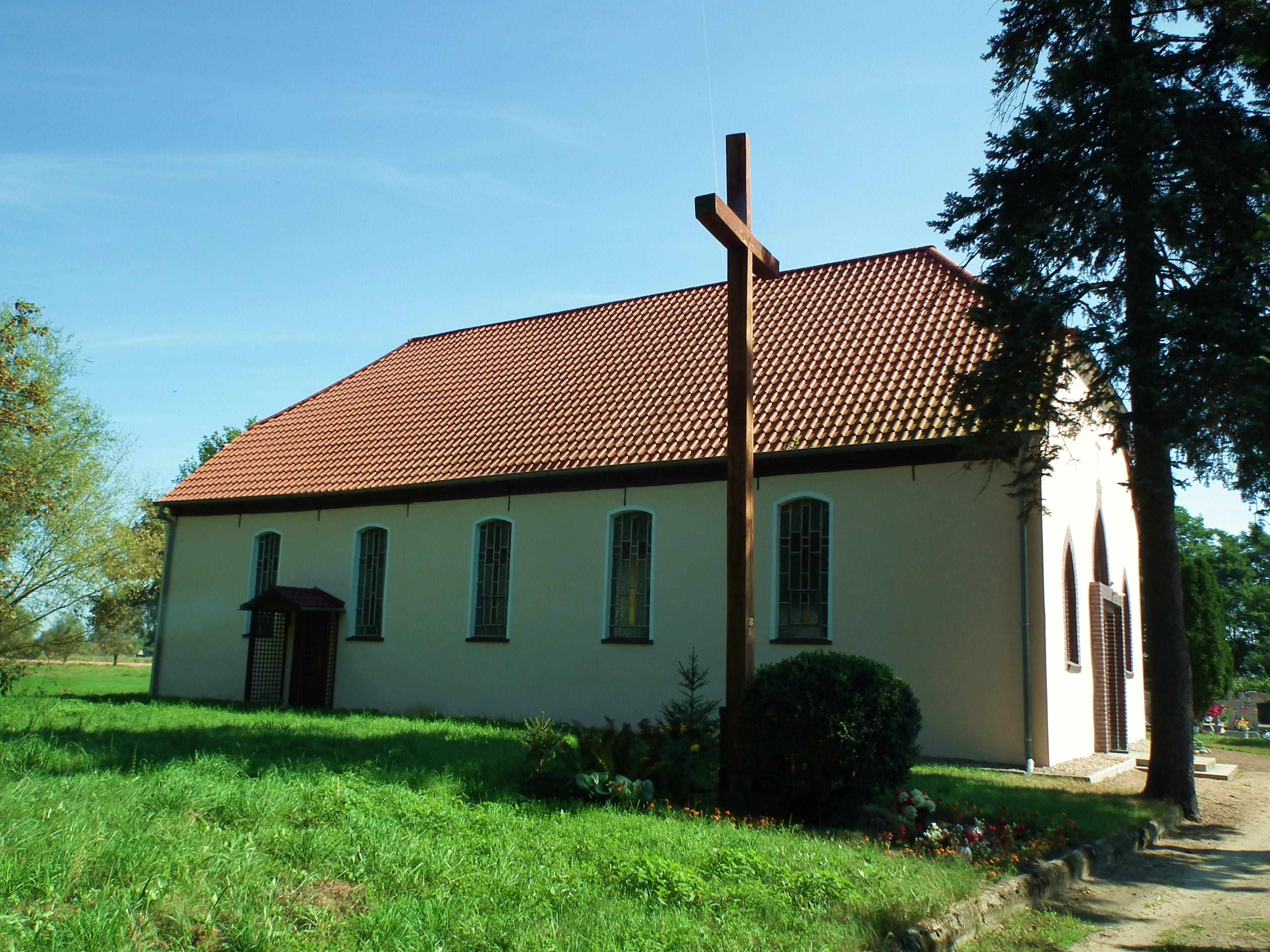
Krzyż i fasada boczna
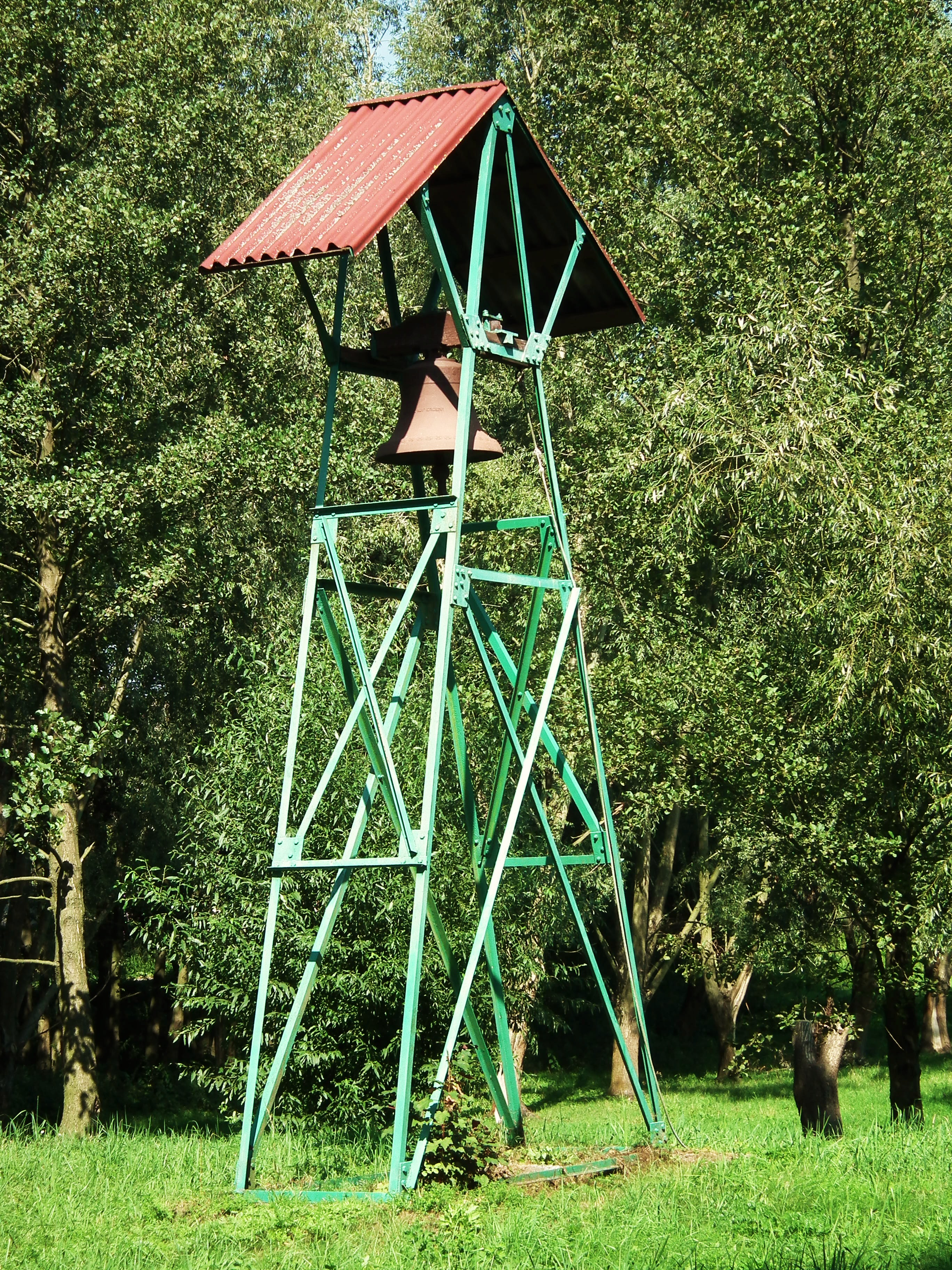
Dzwonnica
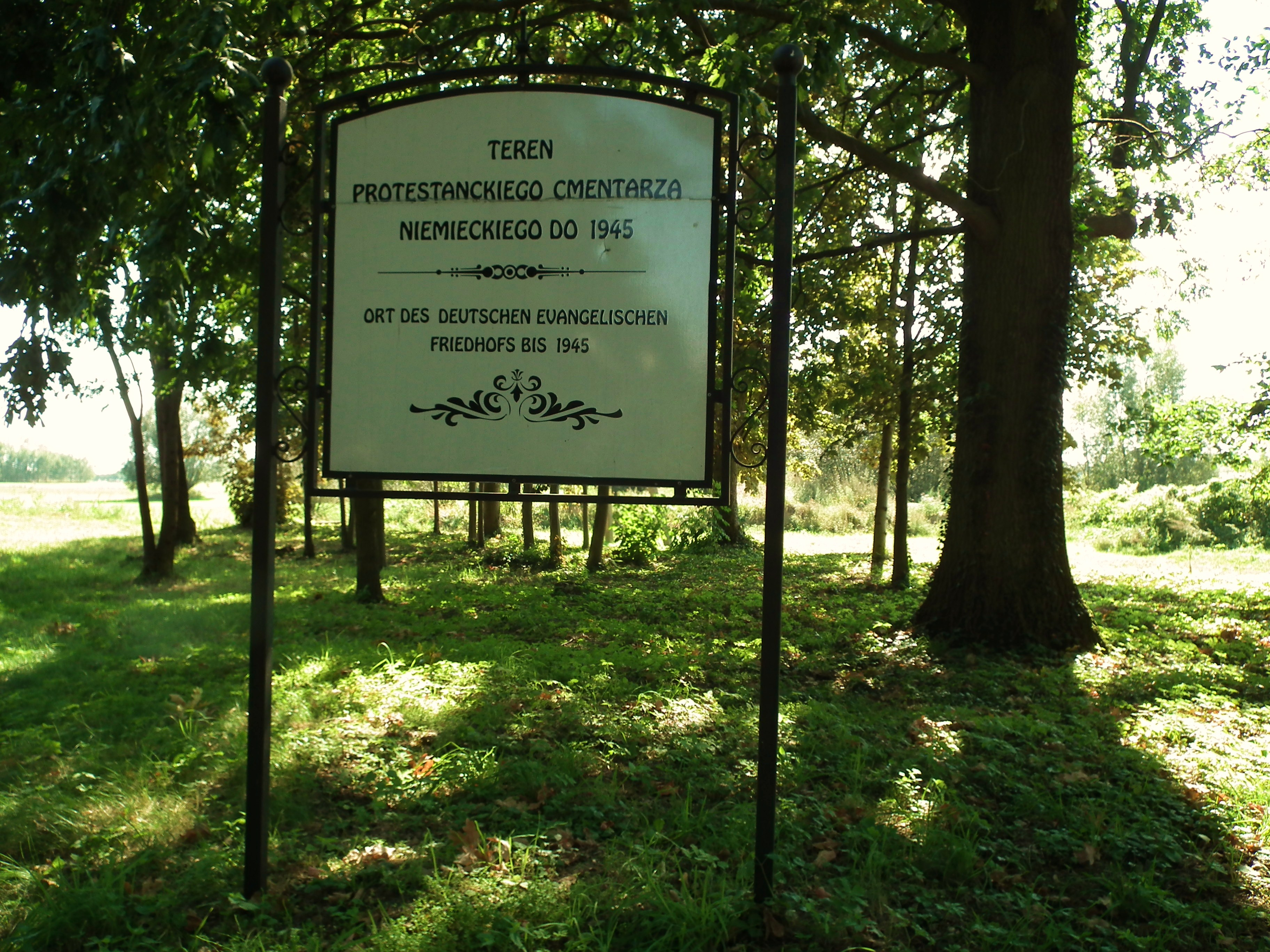
Dawny cmentarz